# Ян Асселейн
Ян Асселейн (нід. Jan Asselijn; приблизно 1610, Дьєпп (Приморська Сена), Верхня Нормандія, Французьке королівство або Дімен, Північна Голландія, Республіка Об'єднаних провінцій — 3 жовтня 1652, Амстердам, Північна Голландія, Республіка Об'єднаних провінцій) — нідерландський живописець, один із відомих майстрів XVII сторіччя.

## Життєпис
Дата та місце народження Яна Асселейна достовірно невідомі. Наразі прийнятою датою вважається приблизно 1610 рік, а місцем Дьєпп (Франція) або Дімен (Нідерланди). Такая плутанина пов'язана з тим, що було знайдено документ датований 1652 роком, де напроти прізвища Асселейна було вказано місце Діпен (нід. Diepen). Однак, дослідники не змогли віднайти таке місце і було прийнято за офіційну версію найбільш близькі до цієї назви міста. Німецький художник і теоретик мистецтва доби бароко Йоахим фон Зандрарт ще в 1634 році описуючи творчість Асселейна підписав його, як — «JANVS ASLEIN». На голландське походження вказує і традиційне для тих часів сільське ім'я Janus.
Асселейн був одружений з жінкою фламандського походження. Навчався художній майстерності в Амстердамі, де серед його вчителів були Есаяс ван де Вельде та Ян Мартсзен де Йонг. Наслідував стиль іншого голландського художника — Пітера ван Лара. Асселейн провів декілька років у Римі,де був членом товариства Перелітні птахи в компанії таких художників, як: Ян Баптист Венікс, Адам Пейнакер та Йоганнес Лінгельбах. Після цього компанія повернулася до Республіки Об'єднаних провінцій, де кожен з них здобув визнання. Перші достовірно відомі картини після цьєї подорожі були створені в 1643 році в Амстердамі. З цього часу він плідно працював та впливав на становлення молодих художників. Його талант був відміченний ще за життя і навіть Рембрандт ван Рейн зголосився написати портрет Яна Асселейна. Помер художник 3 жовтня 1652 року в Амстердамі.

## Творчість
|                               |
| Прорив дамби Сінт-Антонісдейк |

|                               |
| Бій вершників на заході сонця |

|                         |
| Лебідь,якому погрожують |